# Teoría de la regalía

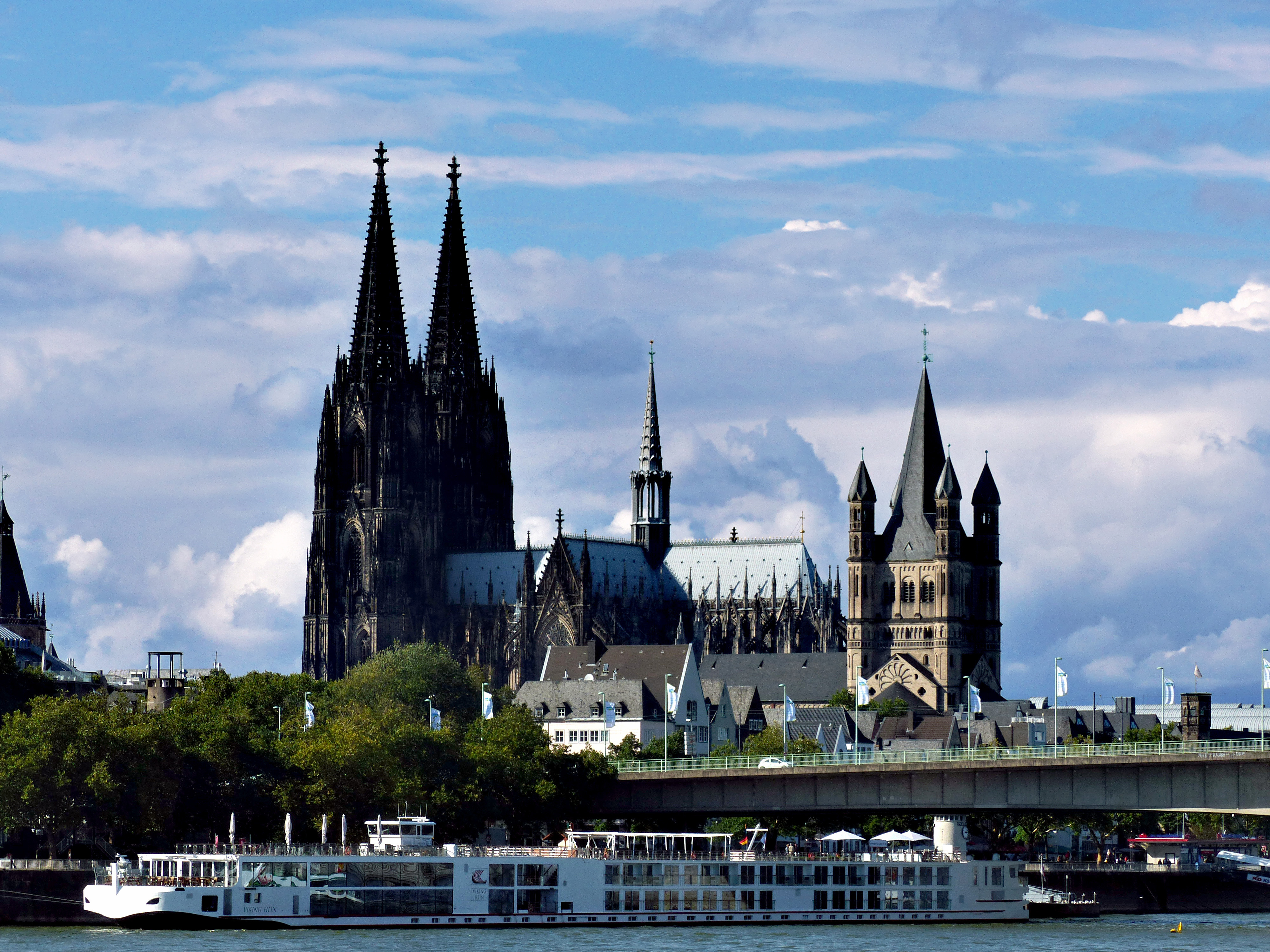
Ejemplo de arquitectura regalista

La teoría de la regalía describe cómo la guerra y otros peligros colectivos tienen una profunda influencia en la disposición psicológica de las personas, y cómo esto a su vez influye en la estructura y los valores culturales de una sociedad. Las personas que experimentan la guerra o perciben que su grupo social está en peligro desarrollarán una respuesta psicológica llamada regalista. Esto incluye autoritarismo, intolerancia, xenofobia y castigo. Lo opuesto a la respuesta psicológica regalista es la psicología kúngica que típicamente incluye tolerancia y tranquilidad.

## Características sociales
La dimensión regalista-kúngica se aplica no solo a la psicología de los individuos, sino también a toda la sociedad. Las reacciones psicológicas de los miembros de una sociedad están influenciando la estructura social y la mentalidad de toda la sociedad. Por lo tanto, una sociedad marcada por un peligro colectivo percibido se desarrollará en la dirección regalista, mientras que una sociedad en un entorno seguro y pacífico se desarrollará en la dirección kúngica. Las características típicas de las sociedades regalistas y kúngicas se resumen en la siguiente tabla.
| Sociedad regalista                                                                | Sociedad kúngica |
| --------------------------------------------------------------------------------- | --- |
| El mundo es visto como lleno de peligros y enemigos                               | El mundo es visto como pacífico y seguro con poca o ninguna distinción entre nosotros y ellos                               |
| Un sistema político jerárquico con un líder fuerte                                | Un sistema político igualitario                                                                                             |
| Fuertes sentimientos nacionales o de identidad tribal                             | Alto individualismo |
| Estricta disciplina y castigo de los disidentes                                   | Disciplina laxa y alta tolerancia de los disidentes                                                                         |
| Xenofobia                                                                         | Tolerancia de los extranjeros                                                                                               |
| Creencia de que los individuos existen para el beneficio de la sociedad           | Creencia de que la sociedad existe para el beneficio de las personas                                                        |
| Religión estricta                                                                 | La religión tiene poco o ningún poder disciplinar                                                                           |
| Estricta moral sexual                                                             | Alta la libertad sexual |
| Alta tasa de natalidad                                                            | Baja tasa de natalidad |
| Baja inversión parental, es decir, niñez corta y baja educación                   | Larga infancia y educación                                                                                                  |
| El arte y la música es perfeccionista, muy adornado, y sigue esquemas específicos | El arte y la música expresa las fantasías individuales con reconocimiento de la individualidad y la capacidad de innovación |

Las sociedades pueden ser colocados en una escala continua de los muy regalistas, a las muy kúngicas, donde la mayoría de las sociedades se encuentran en algún lugar cerca de la parte media de esta escala, de acuerdo a la teoría de la regalía.

## Trasfondo teórico
La teoría de la realidad se basa en la psicología evolucionista y la teoría evolutiva de juegos. Una persona que perciba que su grupo social está en peligro mostrará una preferencia psicológica por tener un líder fuerte porque esto ayuda a resolver el problema de acción colectiva de luchar por el grupo.
Explicar por qué las personas están dispuestas a sacrificarse en beneficio de su grupo en la guerra es un problema antiguo en la teoría de la evolución. Se han propuesto muchas explicaciones, incluida la selección de parentesco, la selección grupal, la selección sexual, el castigo altruista, la reputación, el beneficio del botín de guerra, la captura de la esposa y la selección de grupos culturales.
Se ha argumentado que los efectos mencionados anteriormente son demasiado débiles para compensar los graves riesgos que corren los guerreros individuales, y que la mayoría de los beneficios de la guerra se destinan a todo el grupo, mientras que los costos son asumidos principalmente por los combatientes individuales. Se necesitan recompensas y castigos considerables para compensar a los guerreros por los riesgos de muerte o lesiones y por hacer que la libertad sea menos atractiva que luchar. La teoría de la regalía postula que se necesitan recompensas significativas para hacer que los guerreros luchen lo mejor que puedan, mientras que un sistema basado únicamente en el castigo de los desertores hará que los guerreros realicen actuaciones mediocres.
Un líder fuerte puede resolver el problema de acción colectiva premiando a los valientes guerreros y castigando a los cobardes y desertores. El líder tiene los recursos para entregar las recompensas y los castigos necesarios, y también tiene la motivación porque tiene más en juego que sus seguidores. Si suficientes miembros de la tribu o grupo social desean un líder fuerte, obtendrán un líder fuerte y una sociedad jerárquica. El líder puede obligar a todos a pelear, incluyendo a cualquier minoría que no lo apoye. El miembro individual se beneficiará de la lucha colectiva y de la supresión de los free riders al apoyar a un líder fuerte. Por lo tanto, la tendencia psicológica de apoyar a un líder fuerte en tiempos de peligro colectivo es una estrategia evolutivamente estable.
Si bien tener un líder fuerte es una ventaja en situaciones de guerra y peligro colectivo, es una desventaja en tiempos de paz y seguridad. Un líder tiránico puede tomar ventaja de todos los demás y monopolizar los recursos comunes. Por lo tanto, no esperamos que las personas apoyen a un líder fuerte cuando experimenten seguridad colectiva. La teoría de la realidad sostiene que los humanos tienen una psicología flexible, mostrando preferencia por un líder fuerte cuando perciben el peligro colectivo, mientras que prefieren una estructura social igualitaria bajo la seguridad colectiva. Las acciones unidas de muchas personas que muestran preferencias, ya sea por un líder fuerte o por una organización igualitaria, tienen efectos emergentes en la estructura y organización de toda la sociedad.
Esta teoría está respaldada por extensos estudios estadísticos de sociedades antiguas y contemporáneas.

## Historia
La teoría de la regalía tiene su origen en una analogía cultural con la selección biológica de r / k, donde una cultura r asigna muchos recursos para difundir la misma cultura, mientras que una cultura k tiene mayor prioridad en satisfacer las necesidades de sus adherentes. Una cultura r se llamó regalista, a partir del término latino regalia, mientras que una cultura k se llamó de entrada caleidoscópica. El último término fue cambiado a kúngica por analogía con el pueblo !Kung.
La teoría original suponía que las reacciones psicológicas a las amenazas colectivas son adaptativas, pero el acoplamiento entre la selección biológica y cultural se describió solo en términos generales de coevolución gen / cultura y selección vicaria, sin proponer ningún mecanismo detallado. Varios otros científicos más tarde han propuesto de forma independiente que la preferencia psicológica por un líder fuerte en tiempos de crisis tiene una función adaptativa, sin entrar en muchos detalles acerca de por qué esta respuesta sería adaptativa. Un estudio posterior argumenta que el liderazgo puede ayudar a resolver problemas de acción colectiva en conflictos intergrupales a través de recompensas y castigos.
La versión actual de la teoría de la regalía se centra más en los patrones de respuesta psicológica evolucionados y los efectos emergentes y menos en la selección cultural.

## Efectos culturales de la regalía
Las sociedades comprometidas en la guerra necesitan un fuerte liderazgo político, organización y disciplina. Estos son rasgos característicos de las sociedades regalistas. Otros signos típicos son la ideología, la filosofía y la religión, que se desarrollan en direcciones que fortalecen la moral y el espíritu de lucha de las sociedades regalistas. Más sorprendente es quizás la observación de que los rasgos culturales y los gustos artísticos a menudo reflejan diferencias en la regalía. La gente prefiere la congruencia psicológica entre su arte y la estructura social que experimentan. Por ejemplo, las sociedades regalistas a menudo han producido arte y arquitectura grandiosos y majestuosos diseñados para exaltar a las autoridades políticas o religiosas, como castillos, palacios y catedrales magníficas y lujosamente decoradas. Las sociedades Kúngicas, por otro lado, tienden a preferir estilos de arte menos perfeccionistas y vinculados a las reglas, y más expresivos de la fantasía individual y la innovación creativa. Estas diferencias estilísticas entre los productos culturales regalistas y kúngicos también se ven en la música, la poesía, las novelas, el teatro, la danza y otras formas de arte.

## La teoría de la regalía como una alternativa a la teoría autoritaria de la personalidad
Las reacciones psicológicas que se identifican como regalistas de acuerdo con la teoría de la regalía son muy similares a los rasgos que tradicionalmente se han identificado con la personalidad autoritaria. Esto incluye la sumisión a las autoridades, la necesidad de orden y disciplina y la agresión hacia los grupos minoritarios. La investigación posterior sobre la personalidad autoritaria hace una distinción entre dos tipos de autoritarismo basados en la cognición social. Una visión del mundo como un lugar peligroso conduce a un rasgo de personalidad llamado autoritarismo de derechas, mientras que la percepción del mundo como una jungla competitiva de la ley del más fuerte conduce a la orientación de dominio social. Ambos rasgos implican actitudes políticas autoritarias y prejuicios hacia los grupos externos y las minorías.
La percepción del peligro colectivo en la teoría de la regalía es muy similar a la visión del mundo como un lugar peligroso en la teoría del autoritarismo de derechas, y los efectos psicológicos descritos también son muy similares. Las dos teorías obviamente están mirando el mismo fenómeno basado en dos paradigmas diferentes. La ventaja de la teoría de la regalía es que proporciona un nivel más profundo de análisis causal y evita el sesgo político que los críticos de la teoría del autoritarismo han señalado a menudo.

## Explicación del ascenso y la caída de los imperios
La teoría de la regalía se alinea muy bien con la teoría de la cliodinámica de Peter Turchin y sus colegas. Turchin ha analizado el crecimiento y la caída histórica de los imperios e identificado algunos mecanismos importantes que impulsan la dinámica de estos cambios. El crecimiento de una civilización requiere una fuerza llamada asabiya que se describe como solidaridad grupal, lealtad y fuerza militar, que se deriva de Ibn Jaldún. Es probable que la asabiya crezca en una zona de conflicto entre pueblos culturalmente diferentes, como una frontera entre agricultores y pastores nómadas, según Turchin. Esta teoría ha hecho importantes contribuciones a nuestra comprensión del crecimiento de los imperios, pero los críticos argumentan que el concepto de asabiya está mal definido y no está claro cómo se genera.
La asabiya en la teoría de Turchin es muy similar al concepto de regalía. Se argumenta que la percepción teórica sobre el crecimiento y la caída de los imperios puede mejorarse reemplazando el concepto pobremente definido de asabiya por regalía. La regalía que se genera en una zona de conflicto puede, en condiciones favorables, hacer que los grupos sociales se expandan y crezcan en ciudades-estado, reinos y finalmente grandes imperios. Este proceso está impulsado por un ciclo de autoamplificación que involucra vida sedentaria, producción eficiente de alimentos, densidad de población creciente, creciente estratificación y centralización social, tecnología militar mejorada y expansión territorial violenta.
Un imperio comenzará a perder su asabiya o regalía cuando deje de crecer debido a limitaciones logísticas, económicas o geográficas. La población perderá interés en las guerras que tienen lugar en las fronteras distantes, mientras que los conflictos internos comienzan a dominar. El imperio se ve debilitado por el aumento de la competencia dentro de una élite en crecimiento, combinado con el colapso económico, la pobreza, la rebelión y la presión externa. Gran parte de la población puede morir a causa de la guerra, el hambre y las epidemias de enfermedades. Los sobrevivientes heredan la riqueza de sus parientes fallecidos, y comienza un nuevo ciclo de prosperidad y crecimiento. Cada ciclo de crecimiento y declive ha tomado típicamente cientos de años hasta que el imperio se haya colapsado por completo después de varios de esos ciclos.

## Manipulación política de la regalía
Algunos de los emperadores más poderosos de la historia han tenido cientos de hijos. Evidentemente, hay una gran ventaja en términos de aptitud darwiniana para estar en la cima de la jerarquía política. Cuanto más regalista es la sociedad, más poder y aptitud tiene el líder superior. Por lo tanto, podemos esperar que los líderes políticos y los aspirantes a líderes tengan un interés egoísta en hacer que la sociedad sea más majestuosa y jerárquica. La teoría de la regalía implica que los líderes y los líderes potenciales pueden tratar de influir en la cultura en la dirección regalista debido a la ventaja de aptitud que les da a costa de sus seguidores. Pueden hacer esto combatiendo en guerras innecesarias, intensificando conflictos, provocando enemigos inferiores para atacar, exagerando la peligrosidad de terroristas u otros enemigos, avivando pánicos morales sobre peligros menores, inventando peligros ficticios como demonios y brujas, y engañando a su población organizando ataques de bandera falsa.
Obviamente, los líderes poderosos del pasado que han usado tales estrategias no tenían conocimiento de la teoría de la regalía, pero pueden haber aprendido de la historia que estas estrategias funcionan. Existe evidencia de que algunos políticos influyentes y estrategas militares en varios países han fabricado deliberadamente la violencia política y el caos para fomentar el apoyo a los militares y un gobierno más autoritario. Esto ha sido llamado estrategia de la tensión. La psicología evolucionista no requiere que las personas entiendan el efecto de lo que están haciendo siempre que haya un componente hereditario en el patrón de comportamiento que mejore su estado físico.
Los siguientes motivos han sido identificados en una colección de ejemplos históricos de la fabricación o exageración del peligro colectivo:
- Para crear apoyo psicológico para una guerra planificada
- Para allanar el camino para una transición hacia una forma de gobierno menos democrática
- Para consolidar un gobierno cuando su poder está disminuyendo
- Para difamar a un enemigo culpándole de un ataque

La exageración de los peligros puede ocurrir por una serie de razones distintas de los intentos de consolidar el poder. Los medios de comunicación comerciales tienen un interés económico en exagerar los peligros para atraer lectores, oyentes o televidentes. Esto ha dado lugar al llamado síndrome del mundo malo con efectos profundos en el clima social y psicológico, incluso si este efecto no es intencional.

## Aplicaciones de la teoría de la regalía
La teoría de la regalía resalta algunas relaciones significativas entre muchos aspectos diferentes de la organización social y la cultura. Esto da lugar a muchas aplicaciones diferentes de la teoría. Las aplicaciones propuestas y reales de la teoría incluyen estudios sobre cómo las jerarquías sociales y los climas políticos están influenciados por conflictos y peligros, así como por el miedo a los medios de comunicación. Esto también puede ser útil en el conflicto y la investigación de la paz para estudiar los factores que contribuyen a la guerra o la consolidación de la paz.
La teoría se ha utilizado en la investigación del terrorismo para comprender los factores sociales y los efectos del terrorismo. La teoría de la regalía también es útil en arqueología para extraer información sobre las sociedades del pasado en función de sus artefactos y para comprender el sesgo del muestreo.

## Crítica
Una crítica argumenta que algunos de los análisis estadísticos que se presentaron para apoyar la teoría de la regalía no consideran la monopolización de los recursos como una posible variable independiente que contribuye a la desigualdad económica. La misma crítica argumenta que la lucha colectiva no siempre involucra un problema de acción colectiva según ciertas teorías.